# Sericoides opacipennis
Sericoides opacipennis är en skalbaggsart som beskrevs av Germain 1863. Sericoides opacipennis ingår i släktet Sericoides och familjen Melolonthidae. Inga underarter finns listade i Catalogue of Life.